# Meppen (Illinois)
Meppen ist eine Siedlung auf gemeindefreiem Gebiet (Unincorporated Community) im Süden des Calhoun County im US-amerikanischen Bundesstaat Illinois. Der Ort mit rund 200 Einwohnern wurde nach der im Emsland gelegenen deutschen Mittelstadt Meppen benannt.

## Geographie
Meppen liegt im US-Bundesstaat Illinois auf einer Halbinsel zwischen dem Mississippi River und dem Illinois River im Calhoun County.

## Geschichte
Die Gemeinde wurde 1847 von Henry Kiel gegründet. Die ursprüngliche Bevölkerung bestand zum größten Teil aus Auswanderern aus dem emsländischen Börger. Bis 1918 war Deutsch die gängige Sprache in der Gemeinde. In den 1960er-Jahren wurde der Ort mit Brussels zu einem Verwaltungsbezirk zusammengelegt.

## Persönlichkeiten
- Victor Hermann Balke (* 1931), der Altbischof von Crookston, wurde in Meppen (Illinois) geboren.